# Воля-Мальковська
Воля-Мальковська (пол. Wola Malkowska) — село в Польщі, у гміні Боґорія Сташовського повіту Свентокшиського воєводства.
Населення — 185 осіб (2011).
У 1975-1998 роках село належало до Тарнобжезького воєводства.

## Демографія
Демографічна структура на день 31 березня 2011 року:
|          | Загалом | Допрацездатний вік | Працездатний вік | Постпрацездатний вік |
| -------- | ------- | ------------------ | ---------------- | -------------------- |
| Чоловіки | 94      | 20                 | 61               | 13                   |
| Жінки    | 91      | 17                 | 46               | 28                   |
| Разом    | 185     | 37                 | 107              | 41                   |